# Ход-эль-Гарби
Ход-эль-Гарби (араб. الحوض الغربي‎, фр. Hodh El Gharbi) — область на юге Мавритании.
- Административный центр — город Аюн-эль-Атрус.
- Площадь — 53 400 км², население — 219 167 человек (2000 год).

## География
На востоке граничит с областью Ход-эш-Шарки, на севере с областью Такант, на западе с областью Ассаба, на юге с Мали.

## Административно-территориальное деление
Область делится на 4 департамента:
- Аюн-эль-Атрус
- Кобенни (Kobenni)
- Тамшекет
- Тинтан (Tintane)